# Xã Washington, Quận Butler, Iowa
Xã Washington (tiếng Anh: Washington Township) là một xã thuộc quận Butler, tiểu bang Iowa, Hoa Kỳ. Năm 2010, dân số của xã này là 329 người.